# لي سو بن
لي سو بن (بالإنجليزية: Lee Soo-bin)‏‏ (16 يناير 1939 في مقاطعة غيونغسانغ الشمالية - ) شخصية أعمال من كوريا الجنوبية.